# Wiesław Boryś
Wiesław Stefan Boryś (ur. 4 stycznia 1939 w Bzinie, zm. 29 listopada 2021) – polski slawista, prof. dr hab. 

## Życiorys
W 1956 złożył egzamin dojrzałości w I Liceum Ogólnokształcącym im. Stefana Żeromskiego w Kielcach i w tym samym roku podjął studia slawistyczne na Uniwersytecie Jagiellońskim, które ukończył 1961. W 1974 uzyskał stopień doktora habilitowanego na podstawie rozprawy Prefiksacja imienna w językach słowiańskich. 
Pracował w Katedrze Filologii Chorwackiej, Serbskiej i Słoweńskiej Uniwersytetu Jagiellońskiego. Był kierownikiem Pracowni Języka Prasłowiańskiego PAN, członek Międzynarodowej Komisji Etymologicznej przy Międzynarodowym Komitecie Slawistów. Autor ponad 170 prac naukowych, współautor m.in. Słownika etymologicznego kaszubszczyzny i Słownika prasłowiańskiego (1974–2001), pracował m.in. przy opracowaniu Słownika staropolskiego (1953–2002 ).
W 2007 został członkiem krajowym korespondentem Polskiej Akademii Umiejętności.
Współpracował z prof dr. Đuro Blažeka z Zagrzebia w zakresie badań nad dialektem kajkawskim.

## Nagrody i nominacje
- Nagroda „Literatury na Świecie” w kategorii translatologia, leksykografia, komparatystyka (2005)[4].
- Laureat nagrody Krakowska Książka Miesiąca (październik 2005) za publikację Słownika etymologicznego języka polskiego[5].
- Medal im. Bernarda Chrzanowskiego „Poruszył wiatr od morza” za rok 2007, przyznany przez Zrzeszenie Kaszubsko-Pomorskie za dorobek w zakresie językoznawczych badań kaszubologicznych[6].
- Nagroda językoznawcza im. Kazimierza Nitscha Wydziału I Nauk Społecznych PAN za Słownik etymologiczny języka polskiego (2008)[7].
- Laureat Nagrody Prezesa Rady Ministrów w kategorii „Za wybitne osiągnięcia naukowe i artystyczne”, za Słownik etymologiczny kaszubszczyzny[8].
- Nagroda firmy Ina i Chorwackiego Klubu Kulturalnego w Zagrzebiu za propagowanie kultury chorwackiej na świecie za rok 2008[9].